# Oxymycterus rufus
Oxymycterus rufus е вид бозайник от семейство Хомякови (Cricetidae).

## Разпространение
Видът е разпространен в Аржентина и Уругвай.